# Swiss Open Gstaad 1980
Lo Swiss Open Gstaad 1980 è stato un torneo di tennis giocato sulla terra rossa. È la 66ª edizione dell'Swiss Open, che fa parte del Volvo Grand Prix 1980. Si è giocato a Gstaad in Svizzera, dal 7 al 13 luglio 1980.

## Campioni

### Singolare
Heinz Günthardt ha battuto in finale  Kim Warwick con il punteggio di 4–6, 6–4, 7–6

### Doppio
Colin Dowdeswell /  Ismail El Shafei hanno battuto in finale  Mark Edmondson /  Kim Warwick con il punteggio di 6–4, 6–4